# بيلي براون (لاعب كرة قدم)
بيلي براون (بالإنجليزية: Billy Brown)‏ (20 ديسمبر 1950 في المملكة المتحدة - ) هو مدرب كرة قدم ولاعب كرة قدم بريطاني وإسكتلندي في مركز الدفاع. لعب مع ريث روفرز ونادي ماذرويل وNewtongrange Star F.C. ‏ وموسيلبيرج أثليتيك ‏.

## وصلات خارجية
- بيلي براون على موقع قاعدة بيانات كرة القدم.إي يو (الإنجليزية)